# Luisia paradoxa
Luisia paradoxa es una especie de insecto coleóptero de la familia Chrysomelidae.
Fue descrita científicamente en 2006 por Medvedev & Regalin.